# Grünbeck AG
Die Grünbeck AG beschäftigt sich mit der Wasseraufbereitung und hat ihren Hauptsitz in Höchstädt an der Donau. Das Unternehmen ist weltweit tätig und bietet neben der technischen Planung und Fertigung, die Inbetriebnahme und Wartung der Anlagen an.

## Geschichte
Loni und Josef Grünbeck gründeten 1949 in Höchstädt an der Donau die Einzelfirma „Wasserchemie und Apparatebau“. In den ersten Jahren des Unternehmens wurden fremde Fabrikate zur Wasseraufbereitung vertrieben, aber schon Ende der 60er Jahre kamen die ersten Eigenentwicklungen auf den Markt. 1967 erfolgt die Verlagerung des Unternehmenssitzes in das Höchstädter Gewerbegebiet. 1968 führt Grünbeck die Mitarbeiterbeteiligung „soziale Partnerschaft“ ein, es wird eine Gewinnbeteiligung angeboten. Seit 1980 firmiert das Unternehmen als „Grünbeck Wasseraufbereitung GmbH“. In der dritten Stufe des Beteiligungsmodells haben die Mitarbeiter seit 1988 die Möglichkeit zur direkten Beteiligung an der GmbH. 
2010 wurde die „Loni und Josef Grünbeck-Stiftung“ gegründet, die stabile Gesellschafterverhältnisse sichert und die langfristige Unternehmensentwicklung unterstützen soll. 2024 folgte die Umfirmierung zur „Grünbeck AG“.

## Produkte und Dienstleistungen
Die Grünbeck Wasseraufbereitung bietet Planung, Konstruktion, Errichtung und Wartung von technischen Anlagen zur Wasseraufbereitung in den Bereichen Haushalt, Gewerbe oder Industrie an. Schwerpunkte sind die Installationstechnik für Gebäude, Prozesswasseraufbereitung für Kraftwerke sowie Getränke- und Lebensmittelindustrie, Wasseraufbereitung für Pflegeeinrichtungen sowie die Schwimmbadtechnik.

## Projekte (Auszug)
- Burg Hohenzollern, Eigenwasserversorgung mittels Ultrafiltration
- Olympiastadion Berlin, Entmüdungsbecken
- Rhein-Main-Therme, Badewasseraufbereitung, Wärmerückgewinnung
- WWK Arena, Enthärtungsanlage, Desinfektion, Entmüdungsbecken

## Komponenten (Auszug)
- Aktivkohlefilter
- Filtration
- Ionenaustauscher
- Ultrafiltration
- Umkehrosmose